# Cipelići
Cipelići (engl. The Shoe People) je televizijska crtana serija koja je prvi put prikazana u Velikoj Britaniji u travnju 1987. godine na TV-amu. Cipelići su se prikazivali u 62 države svijeta.
Radi se o prvoj seriji sa Zapada koja je prikazana u bivšem SSSR-u i postala je toliko popularna da je prodano preko 25 milijuna knjiga Cipelić.
Autor James Driscoll inspiraciju za crtanu seriju o cipelama dobio je primjećujući kako o ljudskoj osobnosti možeš dosta toga spoznati gledajući samo njegov stil i cipele. Tada je smislio i likove za priču.

## Crtani likovi
- Milek Čižmić (engl. P.C. Boot) je policajac u Cipelgradu.
- Čarli (engl. Charlie) je klaun.
- Skituljac (engl. Trampy) je iznošena čizma s velikom rupom na prednoj strani.
- Devetar Cokulić (engl. Sergeant Major) je nekad bio vojni zapovjednik, pa tako i dalje misli kako živi u vojsci.
- Pirueta (engl. Margot) je balerinka koja voli plesati. Pazi na Bebača Bucka.
- Šljapko Lokvić (engl. Wellington) je gumena čizma.
- Bebač Bucko (engl. Baby Bootee) je beba.
- Lopuža (engl. Sneaker)
- Hilda Van Der Klompa (engl. Guilder Van Der Clog) je nizozemska klompa koja živi u vjetrenjači i govori lošim naglaskom.

## Vanjske poveznice
Cipelići u internetskoj bazi filmova IMDb-a